# Hjalmar Åhman
Frans Hjalmar Åhman, född den 3 december 1892 i Fasterna, död där den 18 maj 1960, var en svensk lantbrukare och politiker (folkpartist). Svärson i andra giftet till riksdagsmannen Edvard Hagfält.
Efter en kortare tid som arrendator övertog han 1929 ett lantbruk i Storbol i Fasterna. Han var ordförande i Fasterna kommunalfullmäktige till 1948 och satt även i kommunalnämnden samt i Stockholms läns landsting.
Hjalmar Åhman var riksdagsledamot i andra kammaren för Stockholms läns valkrets från 1949 till sin död 1960. Han var bland annat ledamot i tredje lagutskottet 1950–1960 samt suppleant i jordbruksutskottet 1949 och 1958–1960. I riksdagen engagerade han sig främst i jordbruks- och trädgårdsnäringens frågor.